# 脊梁山脈
脊梁山脈（せきりょうさんみゃく）は、大陸や島、あるいは、半島や島弧など、ある程度の規模をもった地域において、その背骨に当たるような位置を占め、分水界となっている山脈。明瞭な山脈としての特徴が希薄な場合などには、脊梁山地（せきりょうさんち）とも称され、単に脊梁と表現されることもある。分水嶺と同様とする説明もあるが、両者を区別する説明もある。
南アメリカ大陸のアンデス山脈や、日本列島のように、造山帯に位置する地域では、標高が高い山々が線状に並んで脊梁山脈を成す。しかし、この用語は成因による表現ではないので、グレートブリテン島のペナイン山脈のように標高は低くても脊梁山脈とされる例もある。
脊梁山脈を挟む両側の地域では、気候や植生にしばしば顕著な差異が生じる。日本列島における日本海側気候と太平洋側気候の違いは、その一例であり、その影響は植生にも及んでいる。
言葉としての初期の使用例として、1926年に発表された葉山嘉樹の小説『海に生くる人々』が知られている。

## 日本の脊梁山脈・脊梁山地

### 北海道
- 日高山脈[11]

### 本州
- 奥羽山脈[4][12]
- 越後山脈[4]
- 飛騨山脈[3][4]
- 木曽山脈[3]
- 赤石山脈[3]
- 紀伊山地[5]
- 中国山地[5][13]

### 四国
- 四国山地[6]
  - 石鎚山脈[14]

### 九州
- 九州山地
  - 九州中央山地（九州脊梁山地）[15]（→ 九州中央山地国定公園）

## 世界各地の脊梁山脈・脊梁山地の例
- 北アメリカ大陸 - ロッキー山脈[9]
- 南アメリカ大陸 - アンデス山脈[3]
- オーストラリア大陸 - グレートディヴァイディング山脈[3]

- 朝鮮半島 - 白頭大幹[16]
- グレートブリテン島 - ペナイン山脈[10]
- ニュージーランド南島 - 南アルプス山脈[17]